# Standardspråk
Standardspråk, riksspråk eller högspråk är den form av ett språk som är allmänt accepterad och stiliskt neutral, till skillnad från till exempel olika dialekter. Det är standardspråket som hallarna har till uppgift att undervisa, med andra ord den form av språket som barnen lär sig att skriva och läsa. Detta standardspråk, som även kallas nationalspråk, ger maximal möjlighet till språklig kommunikation. Med detta menas ett språk, exempelvis svenska, som varje svensktalande förstår. 

## Skillnad mellan standardspråk och dialekt
Variationer inom ett språk är betydligt vanligare än ett helt enhetligt språk och därför är det endast den skrivna svenskan som kan betraktas som homogent och därför räknas som ett standardspråk. Skillnaden mellan standardspråk och dialekter kan vara hårfin och befinner sig ständigt på en glidande skala. Standardspråk behöver en noggrann vetenskaplig beskrivning för att lyckas behålla sin struktur. Med hjälp av språkliga institutioner och språkvetare genomförs en noggrann vetenskaplig beskrivning för att fastställa språkets uppbyggnad.  

## Historik
Förr talades det inte om begreppet standardspråk utan istället om  riksspråk. Med riksspråk menade man det språk som band samman nationen och bars upp av de bildade klasserna. Ordet riksspråk etablerades under tidigt 1900-tal. Det finns framförallt tre faktorer som bidragit till standardspråkets etablering därefter. För det första fanns det vid den tiden ett skriftspråk som kunde utgöra grund för ett standardspråk när det gäller talspråk. För det andra var det ämbetsmän och de högre klasserna som redan använde ett mer enhetligt språk. Den tredje faktorn var den samhällsutveckling med bredare utbildning och mer resor mellan olika platser som skedde under den tidsperioden. Det ansågs på den tiden att det var skolans uppgift att lära skolungdomarna ren svenska utan några som helst störande drag.

## Olika tolkningar av begreppet standardspråk
Vad som egentligen menas med standardspråk kan tolkas på fyra olika sätt. De fyra olika betydelserna är följande:
- Prestigevarieteten. Det är den direkta motsatsen till dialekter och sociolekter i det vardagliga talet.
- Det kan också syftas på den språkform som uttryckligen standardmärkts. Med det menas det språk som skrivits ner och används som normkälla. Ett exempel är användandet av Svenska Akademiens ordlista som en normkälla.
- Det språk som är mest funktionellt och mest accepterat i flest situationer. Språkvetaren Einar Haugen myntade uttrycket: ”minimal variation i formen, maximal variation i funktionen” om just standardspråk.
- Ett nationalspråk, alltså det språk som blivit utsett till officiellt språk för till exempel en stat.[3]